# خافيير أوروزكو غوميز
خافيير أوروزكو غوميز (بالإسبانية: Javier Orozco Gómez)‏ هو سياسي مكسيكي، ولد في 18 نوفمبر 1964 في المكسيك. حزبياً، نشط في Ecologist Green Party of Mexico ‏. وقد انتخب عضو مجلس الشيوخ من المكسيك وانتخب عضو مجلس النواب المكسيك.